# Иджаза
Иджа́за (араб. الإِجازَة‎ — букв. «разрешение», «лицензия») — лицензия, разрешающая её владельцу передавать определённый текст или предмет, которая выдаётся кем-то, уже обладающим такими полномочиями. Иджаза чаще всего связана с передачей исламских религиозных знаний. Иджаза обычно подразумевает, что учащийся получил эти знания от лица, выдавшего иджазу, путём устного обучения из первых рук. Со временем это требование было смягчено. Иджазой также называют предоставление цепочки авторитетных передатчиков, восходящей к первоначальному автору. концепция иджазы имеется в суннитском и шиитском хадисоведении.

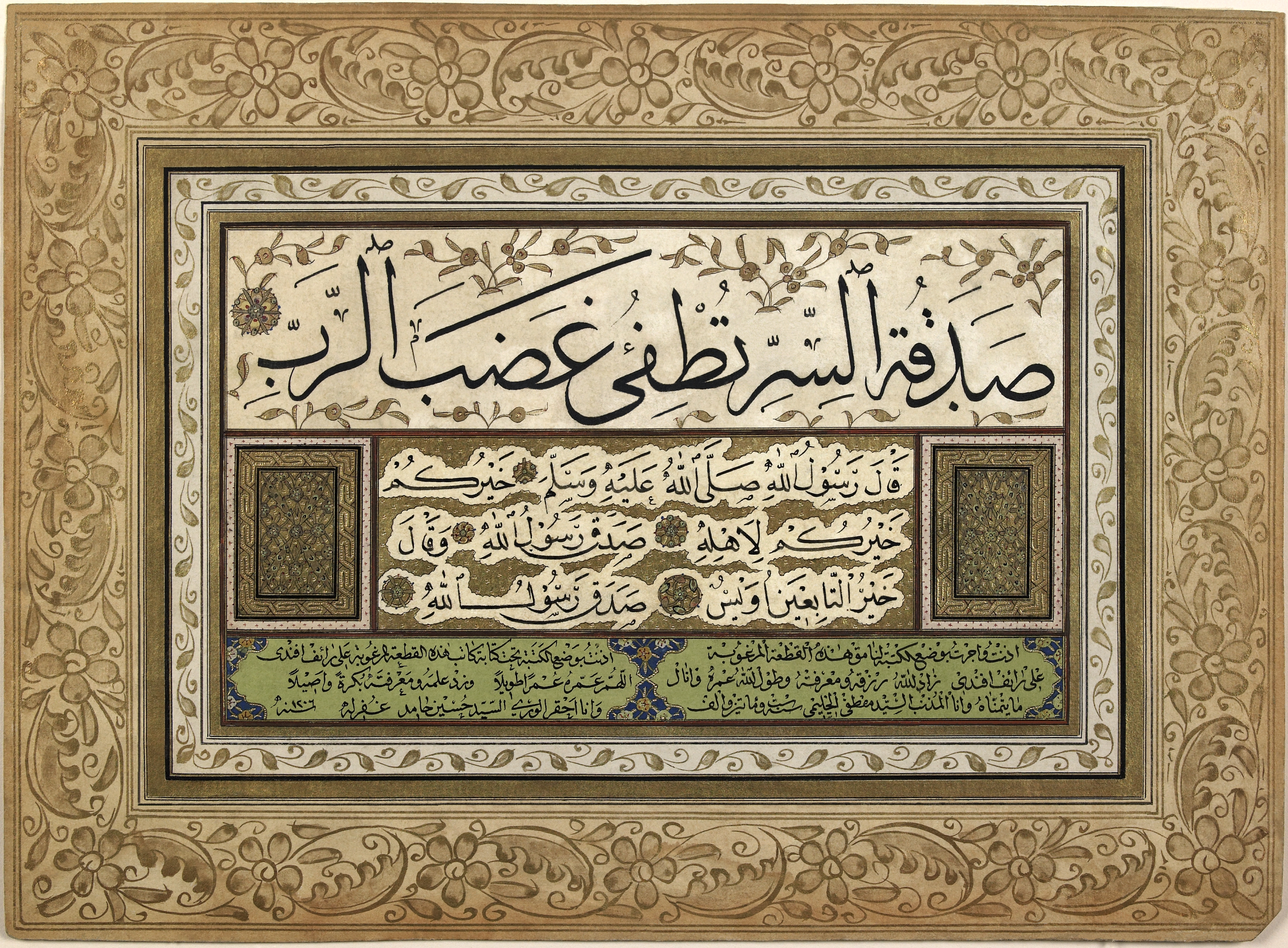
Иджаза, подтверждающая владение каллиграфией г.

## Сходство иджазы с докторской степенью
Профессор востоковедения Джордж Макдиси предположил, что иджаза была источником университетской учёной степени, а также докторской степени. Профессор арабского языка Альфред Гийом, профессор социологии Сайед Фарид аль-Аттас и профессор ближневосточных исследований Девин Дж. Стюарт согласны с тем, что есть сходство между иджазой и университетской степенью. Однако Тоби Хафф и другие отвергают теорию Макдиси.
В статье под названием «Традиционализм в исламе: эссе в интерпретации» профессор Гарварда Уильям А. Грэм объясняет систему иджаза следующим образом:

Базовая система «путешествия в поисках знания», разработанная на заре хадисоведения, включала поездки к определённым авторитетам (шейхам), особенно старейшим и наиболее известным в то время, чтобы услышать из их собственных уст их хадисы и получить от них разрешение (иджаза) на передачу хадисов от их имени. Эта система личной, а не институциональной сертификации иджазы служила не только для хадисов, но и для передачи текстов любого рода, от истории, права или филологии до литературы, мистицизма или богословия. Иснад длинной рукописи, так же как и короткого хадиса, в идеале должны отражать устную передачу текста лицом к лицу, от учителя к ученику посредством иджазы учителя, который подтверждает достоверность письменного текста. В официальной письменной иджазе учитель, выдающий сертификат, обычно включает иснад, содержащий его или её научную линию учителей, восходящую к Пророку через сподвижников, более позднему достопочтенному шейху или автору определённой книги.
Джордж Макдиси заявил, что иджаза была типом академической степени или докторской степени, выдаваемой в средневековых медресе, подобное тому, что позднее появилось в европейских средневековых университетах. Девин Дж. Стюарт также видит аналогию и утверждает, что «лицензия на преподавание права и выдачу юридических заключений явно была фактическим документом официального или юридического статуса», а также отмечает разницу в полномочиях на предоставление (индивидуальный профессор для ижзаза и юридическое лицо в случае университета). Теория об исламском происхождении учёной степени была первоначально предложена в 1930-х годах Альфредом Гийомом, который назвал иджазу предшественником licentia docendi, с чем согласен Сайед Фарид аль-Аттас.
Макдиси, проводивший в 1970 году исследование различий между христианским университетом и исламским медресе, изначально придерживался мнения, что христианская докторская степень средневекового университета была тем элементом в университете, который больше всего отличался от исламского сертификата иджазы. Однако в 1989 году он сказал, что происхождение христианской средневековой докторской степени («licentia docendi») восходит к иджаза ат-тадрис ва аль-ифта («лицензия на преподавание и выдачу юридических заключений») в средневековой системе исламского юридического образования. Макдиси предложил, что иджаза ат-тадрис была источником европейской докторской степени. Согласно статье 1989 года, иджаза была эквивалентна квалификации доктора права и была разработана в 9 веке после образования юридических школ (мазхабов). Чтобы получить докторскую степень, студент «должен был учиться в юридической школе, обычно четыре года, для освоения основного курса бакалавриата» и не менее десяти лет для аспирантуры.
Медресе выпускало иджаза ат-тадрис по исламскому праву, математике, астрономии, медицине, фармакологии и философии. Хотя право (фикх) было основным предметом в большинстве этих медресе, к другим наукам в исламском обществе также придавалось большое значение. Степень доктора права в аспирантуре можно было получить только после «устного экзамена». В статье 1999 года Макдиси указывает, что во многом так же, как предоставление степени иджазы было в руках профессоров, то же самое было верно и для раннего периода Болонского университета, где степени первоначально присуждались профессорами. Он также отмечает, что подобно тому, как иджаза ат-тадрис ограничивался юриспруденцией, первые степени в Болонье также изначально ограничивались юриспруденцией, а затем распространились на другие предметы.
Однако несколько других ученых раскритиковали работу Макдиси. Норман Дэниел в статье 1984 года раскритиковал более раннюю работу Макдиси за то, что она полагалась на сходство между двумя системами образования, а не цитировала исторические свидетельства передачи. Он заявил, что Макдиси «не рассматривает всерьёз спонтанное повторение явлений», и отмечает, что сходство между двумя системами не означает автоматически, что одна создала другую. Он также заявляет, что нет доказательств наличия школ в недолговечных арабских поселениях во Франции и материковой Италии, которые, по мнению Макдиси, могли быть связующими звеньями между исламской и европейской системами образования, а также отсутствие доказательств предполагаемой передача схоластических идей между двумя системами в целом. Обсуждая диссертацию Макдиси 1989 года, Тоби Хафф утверждал, что в исламских медресе никогда не было эквивалента степени бакалавра или доктора из-за отсутствия факультета, преподающего единую учебную программу.